# Tecknat tal
Tecknat tal är en stödjande kommunikationsmetod för främst personer med nedsatt hörsel eller som har blivit döva efter att de lärt sig tala. Även personer som har talsvårigheter kan använda sig av tecknat tal. Tecknat tal ska inte blandas ihop med teckenspråk eller tecknade språk som exempelvis tecknad svenska, eller med tecken som stöd.
I tecknat tal förekommer talat språk som stöds av tecken som följer talets syntax och sker i en lägre hastighet än vid exempelvis teckenspråk eller talat språk. Det som tecknas förstärker det som sägs där även olika adverbial förekommer i tecknandet. Det gör att tecknat tal är mer informationsgivande än tecken som stöd, eftersom man bara tecknar centrala ord i tecken som stöd.